# Metodo tirante e puntone
In ingegneria civile il metodo tirante e puntone (in inglese strut and tie method, STM) è un metodo di analisi strutturale unificata che permette di progettare indistintamente quelle strutture in calcestruzzo armato (es. plinti, travi parete, mensole tozze, ecc.), o porzioni di queste (nodi trave-pilastro, zone vincolari, zone di ancoraggio di cavi di precompressione, ecc.), per le quali non risulta applicabile l'ipotesi di Bernoulli (regioni di discontinuità di tipo statico e geometrico, meglio note come D region), mediante l'utilizzo dell'analogia del traliccio equivalente (in inglese truss analogy).
Il traliccio equivalente è quell'elemento reticolare ideale che si può individuare all'interno di un elemento strutturale continuo seguendo l'andamento dei carichi agenti (attivi e reattivi) ed al quale si può assimilare il comportamento del continuo statico del continuo stesso.
In letteratura il modello a traliccio equivalente viene indicato come truss model per le cosiddette B region mentre strut and tie model per le D region, anche se attualmente quest'ultimo viene utilizzato come sinonimo di traliccio equivalente indipendentemente alla zona a cui è riferito.
L'analisi strutturale è di tipo unificato poiché il STM permette di considerare l'azione simultanea di tutte le sollecitazioni agenti sulla struttura o sulla singola membratura (taglio, torsione, flessione, sforzo normale) differenziandosi così dai metodi di analisi classici.
L'impiego dello STM non è da considerarsi alternativo a metodi più raffinati come metodo agli elementi finiti; questo infatti può essere di aiuto a prefigurare il comportamento di una struttura in modo semplice e chiaro prima che si passi alla modellazione con più impegnativi modelli ad elementi finiti, così come può essere utilizzato come strumento di verifica sintetica per controllare gli output derivanti da un'analisi strutturale computerizzata.

## Storia
Lo strut and tie method rappresenta una organica riformulazione dell'approccio utilizzato per la prima volta dai pionieri delle costruzioni in calcestruzzo armato alla fine del XIX secolo (Hennebique, Mörsch, Ritter, Rausch, ecc.).

Il modello del traliccio equivalente nasce come semplice rappresentazione del complesso funzionamento statico di un elemento in calcestruzzo armato soggetto a flessione e taglio.

Fu introdotto da Ritter nel 1899 sulla base dell'idea originaria di Hennebique e sviluppato negli anni successivi dallo stesso Ritter e da Mörsch (1912) (traliccio di Ritter-Mörsch).

Successivamente il modello del traliccio equivalente fu utilizzato per schematizzare il comportamento di una trave in c.a. soggetta a torsione mediante un traliccio reticolare spaziale da Rausch (1929 - traliccio di Rausch).
Successivamente detto metodo è stato utilizzato anche per lo studio di altre tipologie di strutture in c.a. In particolare le scuole svizzera e scandinava hanno utilizzato i campi di tensione di compressione prismatici o a ventaglio per spiegare la reale capacità portante di una struttura piana in calcestruzzo armato con la teoria della plasticità (Muttoni, Schwartz, Thuerlimann 1997).

Incentivato dalla ricerca scientifica della scuola di Stoccarda di J. Schlaich, il metodo STM è stato generalizzato e perfezionato in modo organico per essere applicabile a tutte le tipologie di elementi in cemento armato e all'intera struttura (Shlaich, Weischede (1998), Schlaich, Schaefer, Jennewein (1987), Schlaich, Schaefer (1991), Schlaich, Schaefer (1998)).

## Ipotesi generali
L'ipotesi di Bernoulli che ipotizza che le sezioni trasversali delle membrature ruotino restando piane è alla base dei metodi classici di calcolo strutturale.
Tale ipotesi è però in generale inapplicabile, ad esempio, per il calcolo di alcune strutture bidimensionali quali le travi parete o delle mensole tozze.
Infatti, nelle travi parete con un rapporto luce/altezza molto basso, lo stato tensionale non può essere ricavato dalla conoscenza delle sollecitazioni interne del momento, sforzo assiale e taglio agenti in corrispondenza della generica sezione trasversale, come avviene nel caso di elementi snelli assimilabili a travi, perché in questo caso non è più trascurabile l'effetto deformativo del taglio che tende ad ingobbire la sezione trasversale.
Oltre a molti elementi strutturali tipicamente bidimensionali, come appunto le travi parete e le mensole tozze, l'inapplicabilità dell'ipotesi di Bernoulli è estendibile anche a diversi sottosistemi di membrature monodimensionali, quali ad esempio lo zone prossime al punto di applicazione di un carico concentrato (attivo o reattivo).
Pertanto, in generale, nelle strutture è possibile distinguere due diverse regioni indicate in letteratura come B region e D region (o regioni di discontinuità).
Le prime sono quelle parti di una struttura dove prevale l'ipotesi di Bernoulli e per le quali valgono i risultati forniti dalle teorie classiche mentre le seconde sono quelle in cui detta ipotesi non è applicabile.
Le D region sono quelle zone di una struttura che corrispondono alle zone escluse dal principio di de Saint Venant.
La progettazione delle D region non potendo essere effettuata utilizzando i metodi propri delle teorie classiche avveniva in passato sulla base di risultanze sperimentali o di regole pratiche, mentre attualmente si utilizza sempre più frequentemente il metodo tirante e puntone specialmente per il progetto dei dettagli costruttivi (detailing) di membrature in c.a. che devono resistere sia all'azione della gravità che agli effetti del sisma.

Poiché il detailing, con riferimento agli aspetti riguardanti le disposizioni costruttive delle armature, insieme alla qualità del progetto strutturale influenza notevolmente il comportamento delle costruzioni in calcestruzzo, la versatilità ed efficacia del modello tirante e puntone consente di simulare adeguatamente sia i comportamenti globali della struttura sia quelli locali (riguardanti appunto i dettagli delle armature).
L'eurocodice 2 (par. 5.6.4) consiglia l'utilizzo del STM sia per il calcolo allo stato limite ultimo e per la disposizione delle armature delle zone di discontinuità sia per il calcolo allo stato limite ultimo (stato fessurato) delle regioni di continuità.

## Evoluzione configurazione strutturale
La configurazione di una struttura in calcestruzzo armato sottoposta ad un carico crescente è oggetto di una serie di trasformazioni fisiche.

Questa evoluzione può essere comunque ricondotta ad un numero discreto di configurazione detti stati, caratterizzati da particolari trasformazioni.

Pertanto l'analisi del comportamento di una struttura può essere ricondotto al solo studio delle seguenti configurazioni.
- stato I - calcestruzzo non fessurato e armature non collaboranti;
- stato II - calcestruzzo fessurato, con quadro fessurativo stabilizzato, - armature collaboranti;
- stato limite ultimo o stato di collasso in cui si ha raggiunge la crisi del conglomerato e/o delle armature.

Poiché ogni cambio di configurazione è accompagnato da una trasformazione fisica della struttura, anche gli sforzi interni tendono a ridistribuirsi in modo da adattarsi alla nuova configurazione.

Pertanto il modello tirante e puntone costruito nell'ipotesi di struttura non fessurata (i percorsi di carico corrispondono con le linee isostatiche) non può mai coincidere con quello allo stato limite ultimo.

## Limiti di applicabilità
Il metodo tirante e puntone è uno dei metodi di analisi plastica delle strutture in calcestruzzo armato.
In particolare può essere considerato un'applicazione del teorema del limite inferiore della teoria della plasticità (primo teorema dell'analisi limite o teorema statico il quale può essere enunciato nel seguente modo: "se esiste una configurazione di forze in equilibrio con uno stato tensionale interno che non viola in alcun punto le condizioni di resistenza dei materiali (condizione di plasticità) allora il carico associato a questa distribuzione non supera quella di collasso cioè la configurazione dei carichi corrisponde ad un limite inferiore di quella di rottura."
Il teorema statico è valido rigorosamente per i materiali rigido-plastici, ma il calcestruzzo non è un materiale indefinitamente plastico anzi consente soltanto limitate deformazioni plastiche.
Per tale motivo il teorema del limite inferiore può essere applicato alle strutture in calcestruzzo armato solo se la verifica dell'equilibrio è accompagnata anche dalla verifica di congruenza delle deformazioni plastiche.
Di conseguenza il modello tirante e puntone può essere applicato alle strutture in calcestruzzo armato solo se queste risultano sufficientemente duttili, cioè la geometria del traliccio deve essere scelta in modo che in nessuno dei suoi componenti sia superata la capacità di deformazione del materiale prima che gli sforzi normali di tutte le aste abbiano attinto ai valori di progetto, al fine che non si verifichi la rottura anticipata di un'asta o di un nodo.
Normalmente per l'individuazione del modello strut and tie si fa riferimento soltanto al rispetto delle condizioni di equilibrio pertanto non viene effettuato alcun controllo analitico del rispetto della congruenza.
Questo comporta che per uno stesso continuo in calcestruzzo armato, per un assegnato sistema esterno equilibrato di forze, si possono individuare infiniti modelli tirante e puntone che soddisfino l'equilibrio e le condizioni di resistenza del materiale.
Se il modello del traliccio equivalente è stato ottenuto facendo riferimento ad un comportamento della struttura lontano da quello reale (bad model o poor model), questa struttura prima del suo collasso adatterà comunque il flusso delle forze interne secondo il traliccio prescelto per il suo calcolo ma questa ridistribuzione delle tensioni sarà causa di elevate deformazioni plastiche che possono non essere tollerate dal materiale.
Infatti mentre le barre di armatura possono sopportare valori elevati della deformazione plastica senza perdita di resistenza lo stesso non vale per il calcestruzzo la cui duttilità è limitata.
Questo fa sì che un traliccio equivalente scadente può determinare un collasso prematuro della struttura, o parte di essa, prima che le forze interne abbiano il tempo di adattarsi al modello prescelto.
Pertanto per evitare incongruenze grossolane conviene comunque sempre partire da un'analisi elastica lineare, facendo in modo che la disposizione dei puntoni e dei tiranti non si discosti di molto dall'andamento delle linee isostatiche (good model).
La conoscenza dell'andamento delle linee isostatiche può essere ottenuta ad esempio mediante una semplice analisi agli elementi finiti con una mesh poco accurata.
Secondo J. Schlaich per garantire il requisito di duttilità è conveniente, nelle zone più sollecitate, orientare le aste secondo la direzione delle isostatiche ricavate mediante un'analisi elastica lineare con una tolleranza massima di 15°. Nelle zone meno sollecitate questa tolleranza può essere maggiore.
Utilizzare un modello tirante e puntone costruito in fase elastica (non fessurata) anche in campo plastico (fase fessurata) potrebbe far trascurare una parte della capacità resistente ultima della struttura. Infatti si è dimostrato che i tralicci ottenuti sulla scorta del comportamento elastico di una struttura sono sostanzialmente diversi da quelli in campo non elastico. A titolo di esempio considerando una trave parete semplicemente appoggiata e caricata uniformemente, il traliccio ricavato in fase elastica fornisce una resistenza ultima pari a circa la metà di quella ottenuta con un modello ricavato in fase plastica, quest'ultima molto prossima a quella reale.
Si è constatato però che le regioni di discontinuità progettate con modelli in fase plastica presentano un eccessivo stato di deformazione e fessurazione anche allo stato limite di esercizio, mentre quelle progettate con modelli in fase elastica, al crescere del carico, e prima del collasso (stato limite ultimo) presentano deformazioni plastiche, necessarie per la ridistribuzione delle forze interne secondo il traliccio prescelto per il suo calcolo, facilmente tollerate dal materiale.
Concludendo il modello ricavato in fase non fessurata ha il vantaggio di essere utilizzabile idoneamente sia per le verifiche allo stato limite di esercizio che per quelle allo stato limite ultimo, mentre quello ricavato in fase fessurata non garantisce il soddisfacimento delle verifiche allo stato limite di esercizio.

## Concetti base
- il traliccio deve essere equilibrato;
- il calcestruzzo non è reagente a trazione, pertanto gli sforzi di trazione sono assorbiti dai tiranti metallici mentre quelli di compressione dai puntoni in calcestruzzo;
- i tiranti e i puntoni si incontrano in corrispondenza di nodi in calcestruzzo;
- il numero di aste che converge nel generico nodo deve garantire l'equilibrio dello stesso;
- le armature devono essere idoneamente ancorate in corrispondenza dei nodi per evitare il loro sfilamento;
- le aste sono soggette a sforzi mono-assiali;
- le forze esterne, attive e reattive, sono applicate ai nodi;
- i carichi distribuiti devono essere suddivisi in più carichi concentrati equivalenti applicati ai nodi. Per semplicità le forze di volume, come il peso proprio, possono essere schematizzate con carichi lineari agenti in corrispondenza dell'estradosso e successivamente ricondotti a carichi concentrati equivalenti applicati ai nodi;
- le forze di precompressione sono trattate come carichi esterni;
- i tiranti di acciaio si devono snervare prima che il calcestruzzo vada in crisi per garantire la duttilità della struttura;
- nel caso di stati di tensione bidimensionale è prassi studiare la zona D come se fosse una lastra (carichi agenti lungo il piano medio), se però lo stato tensionale è tridimensionale è conveniente studiare la zona di discontinuità come se fosse costituita da due lastre tra loro ortogonali.

## Lo strut and tie model
Lo strut and tie model è un particolare modello complesso formato dall'organizzazione di elementi lineari ad asse rettilineo a formare una trave reticolare i cui elementi si ottengono dalla condensazione dei flussi di sforzo diffusi in un insieme discreto (aste).
Tali elementi sono tra loro interconnessi in regioni nodali.
Tutti i nodi sono sconnessi alla rotazione e tutte le azioni esterne e le reazioni vincolari sono costituite da forze applicate ai soli nodi.
Di conseguenza tutte le aste del modello possono essere soggette esclusivamente a sforzo normale di compressione (puntone: strut) o di trazione (tirante: tie) cioè soggette ad uno sforzo mono-assiale.

### I tiranti
Poiché vale l'ipotesi di calcestruzzo non reagente a trazione, i tiranti di un modello a traliccio rappresentano una idealizzazione delle barre d'armatura (staffe, ferri longitudinali, spirali, ecc.).
Le armature devono essere disposte parallelamente alla direzione dell'asse del tirante il quale deve passare per il baricentro di queste.
Inoltre per una migliore distribuzione delle fessure l'armatura deve essere distribuita opportunamente lungo tutto lo spessore della zona tesa che nel modello è rappresentata dal tirante.
Nel progetto dei tiranti il punto critico è lo studio dell'ancoraggio dei ferri in corrispondenza dei nodi, infatti un ancoraggio inadeguato comporterebbe lo sfilamento dei ferri di armatura e quindi la crisi anticipata della struttura cioè con valori del carico inferiore a quello ultimo.
Per assicurare l'effettiva trasmissione delle azioni di esercizio al calcestruzzo nodale, l'ancoraggio nel nodo può avvenire:
- con piastre metalliche;
- con uncini;
- con mollette a U;
- con ancoraggi in rettilineo. In questo caso la lunghezza di ancoraggio lbd va calcolata partendo dalla sezione che delimita l'area nodale dove il tirante entra nel nodo.

Si fa ricorso ai primi tre ancoraggi di regola, quando tra nodo ed estremità della struttura non sia disponibile la lunghezza lbd.
L'ancoraggio deve interessare almeno tutto lo spessore del nodo cioè almeno fino alla faccia opposta, cioè deve avvenire a tergo della zona nodale.
In tal modo lo sforzo di trazione attraversa il nodo e vi ritorna tramite l'ancoraggio sotto forma di sforzo di compressione.
In tal modo si può ricondurre qualsiasi tipologia di nodo a quella completamente compressa che, come si vedrà in seguito, viene definita CCC.

### I puntoni
La simulazione di un campo di sforzi di compressione avviene per mezzo di elementi compressi in grado di riprodurre in modo semplificato, la reale distribuzione dello stato di sforzo.
Per rappresentare in maggior dettaglio situazioni caratteristiche delle zone B e D, sono stati individuati tre modelli di trasmissione standard (Schlaich et al.)
- a ventaglio: si utilizza in presenza di campi di sforzo prevalentemente monodirezionali con curvatura trascurabile e conseguentemente assenza di sforzi trasversali (di trazione o di compressione);
- a bottiglia: si utilizza in presenza di stati di sforzo bi/tridimensionali, tipici delle zone di applicazione di carichi concentrati. Infatti la bottiglia a causa del particolare incurvamento delle linee di flusso del carico, prevede lo sviluppo di sforzi di compressione trasversali in prossimità del carico mentre in zone più distanti stati tensionali di trazione trasversali dai quali può dipendere la fessurazione precoce del calcestruzzo. Questa situazione è caratteristica ad esempio dei punti di applicazioni dei carichi di precompressione e in questi casi per evitare la fessurazione dovuta alle tensioni di trazione trasversale è opportuno prevedere l'inserimento di una adeguata armatura metallica diffusa (spirale, staffe, ecc. - vedi frettage)
- a prisma: da utilizzare in presenza di sforzi di compressione mono-assiale. Possono essere trattati alla stessa stregua di pilastri soggetti a sforzo normale centrato.

I primi due meccanismi trovano la loro principale utilizzazione nelle zone D, riproducendo fenomeni diffusivi dello stato di sforzo, mentre il terzo rappresenta un meccanismo caratteristico delle zone B.

### I nodi
I nodi nei modelli tirante e puntone sono le zone in cui confluiscono tre o più aste del traliccio equivalente.
Le regioni nodali sono definite come un volume di calcestruzzo nel quale le forze agenti in differenti direzioni si incontrano e si equilibrano.
Tali forze normalmente risultano:
- forze di compressione provenienti dai campi di tensione del calcestruzzo, rappresentati come puntoni di calcestruzzo;
- forze di trazione (o compressione) provenienti dall'armatura, la quale è ancorata o sagomata nella regione nodale;
- forze esterne applicate nel nodo, come le forze reattive o i carichi concentrati.

Un nodo è disposto in genere in corrispondenza di un cambio di direzione del flusso delle forze interne, con conseguente concentrazione degli sforzi, e rappresenta una parte fondamentale del modello a traliccio attraverso le quali avviene l'iterazione tra bielle compresse e tese.
Il cambio di direzione può essere graduale o brusco, pertanto è possibile distinguere due diversi tipi di nodo:
- un nodo diffuso o continuo: si hanno quando gli sforzi vengono deviati in una zona molto ampia rispetto alla lunghezza delle aste che vi confluiscono. La maggior parte dei nodi dei tralicci equivalenti sono di questo tipo. La totalità dei campi di tensione del calcestruzzo si equilibrano fra loro o sono deviati da un idoneo numero di barre di armatura opportunamente spaziate. Questi nodi non sono critici, non è necessaria alcuna verifica degli sforzi di compressione nel calcestruzzo ma è sufficiente garantire l'ancoraggio sicuro delle barre di armatura nell'area del nodo diffuso e catturare con le armature le fibre esterne del campo di compressione deviato;
- un nodo concentrato o singolare: si hanno quando gli sforzi vengono deviati in una zona molto ristretta rispetto alla lunghezza delle aste che vi confluiscono tanto da poter essere idealizzabile con un singolo punto. Sono nodi critici ed è necessario procedere alla verifica sia dello sforzo massimo di compressione nel calcestruzzo sia l'ancoraggio delle armature. Sono nodi concentrati: i punti di applicazione dei carichi concentrati (attivi e reattivi), gli appoggi, le zone di ancoraggio, ecc.

Inoltre, a seconda della tipologia di aste che concorrono, i nodi si distinguono in (Schlaich et al. 1987):
- nodo CCC: quando concorrono 3 puntoni. Si trovano ad esempio in corrispondenza di carichi concentrati o sopra gli appoggi intermedi di travi parete o travi snelle;
- nodo CCT: quando concorrono 2 puntoni e 1 tirante. sono tipici degli appoggi di estremità delle travi;
- nodo CTT: quando concorrono 2 tiranti e un puntone;
- nodo TTT: quando concorrono 3 tiranti.

In un nodo comunque possono confluire anche più di tre aste.
La capacità di resistere di un nodo è connessa al dimensionamento e alla disposizione delle armature, in particolare al loro ancoraggio.
Una cattiva progettazione delle zone nodali è la causa principale della insufficiente portanza di una membratura in calcestruzzo armato.
Nel caso di nodi tridimensionali occorre considerare la diffusione degli sforzi su due piani perpendicolari.

### Inclinazione delle aste
Ritter, nel suo traliccio, per simulare il comportamento delle travi, propose un'inclinazione delle aste tese pari a 45° come quella corrispondente al modo migliore con cui le staffe lavorano nel traliccio.
Nel modello STM le aste hanno inclinazioni variabili ma per quanto riguarda i puntoni sono fissati dei limiti, poiché bassi valori dell'inclinazione comportano aste compresse lunghe e pertanto un abbattimento della loro resistenza a compressione causata dal pericolo di instabilità della biella compressa.
Diverse normative riportano i valori limite dell'inclinazione θ del generico puntone:
- Swiss Code: 0,5 ≤ cotg θ ≤ 2,0 (26° ≤ θ ≤ 64°)
- Eurocodici: 3/5 ≤ cotg θ ≤ 5/3 (31° ≤ θ ≤ 59°)
- American Concrete Institute 2002: θ ≥ 25°
- NTC 2018: 1≤ cotg θ ≤ 2,5[3]

## Procedimento
Il metodo consiste nelle effettuazione delle seguenti fasi generali:
- individuazione dei carichi agenti, attivi e reattivi;
- suddivisione della membratura in zone B e D mediante individuazione delle regioni di discontinuità e definizione della loro estensione;
- calcolo delle sollecitazione interne alla zona B e progetto delle relative armature;
- calcolo delle sollecitazioni agenti sul contorno di ogni zona di discontinuità;
- definizione della geometria del traliccio in ogni zona di discontinuità, in equilibrio con le forze esterne, mediante schematizzazione del campo di sforzi presente nell'elemento strutturale;
- calcolo degli sforzi normali delle aste del traliccio di ogni zona di discontinuità;
- progetto delle armature; inteso sia come aree resistenti che come disposizione geometrica;
- ricalcolo degli sforzi assiali;
- verifiche di resistenza delle aste e dei nodi;
- progetto dell'ancoraggio delle armature in corrispondenza dei nodi.

## Attività propedeutiche alla modellazione
Prima di iniziare la modellazione di un traliccio equivalente occorre innanzitutto individuare le linee di demarcazione delle zone B e D di una data struttura.
Le sezioni di separazione tra le due regioni possono essere assunte ad una distanza pari a circa l'altezza dell'elemento strutturale a partire dall'origine del disturbo.
Tale regola si basa sul principio di de Saint Venant e pertanto non è precisa, ma non è necessaria alcuna precisione poiché la regola dà solo un aiuto qualitativo per la determinazione dell'estensione delle D regions.
Se la struttura ha delle zone B, come accade negli elementi snelli, i valori delle reazioni vincolari e delle sollecitazioni interne sono determinabili utilizzando i modelli strutturali standard, come ad esempio il telaio o la trave continua, per mezzo di un'analisi statica preliminare eseguita con i metodi classici (es. per le travi inflesse si usa il traliccio di Ritter-Mösch).
Detti modelli includono le relative zone D come ad esempio le interconnessioni trave – pilastro o le regioni in prossimità di aperture.
Nel caso di elementi tozzi, come le travi parete o i plinti tozzi, l'intera struttura viene a costituire una zona D e in questo caso l'analisi statica preliminare si riduce al calcolo delle sole reazioni vincolari.
I risultati ottenuti dall'analisi statica consentono da un lato il progetto delle zone B, utilizzando le regole dettate dalle normative tecniche relative agli elementi monodimensionali e bidimensionali, dall'altro la determinazione delle forze agenti in corrispondenza dell'interfaccia con le zone D (forze di confine).
Dette forze rappresentano i carichi sollecitanti le regioni di tipo D in corrispondenza delle sezioni di separazione.
Questo procedimento permette di isolare dall'intera struttura snella la singola zona D e studiarla separatamente.
Nelle strutture tozze le forze agenti in corrispondenza dell'interfaccia con la zona D coincidono con i carichi attivi e reattivi agenti sulla struttura stessa.
Dopo che sono state definite le forze provenienti dalle regioni di tipo B confinanti e tutte le altre agenti direttamente sulla zona D (incluse le reazioni vincolari), si deve verificare l'equilibrio di corpo rigido della zona di discontinuità nell'ipotesi di considerarla isolata dal contesto dell'intera struttura.
Successivamente si può procedere alla modellazione del traliccio equivalente e al calcolo degli sforzi agenti lungo le aste.

## Modellazione

### Fase elastica
Per il riconoscimento e il tracciamento delle aste (puntoni e tiranti) del traliccio in fase elastica (fase non fessurata o fase I) in letteratura esistono tecniche più o meno raffinate e automatizzabili.
Tali metodi hanno come origine un'analisi elastica lineare eseguita mediante un'analisi numerica (metodo degli elementi finiti, differenze finite, ecc.) attraverso la quale si può ricostruire lo stato tensionale nella struttura e la sua evoluzione al progredire del carico.
In questo caso il modello tirante e puntone viene costruito nel rispetto delle linee isostatiche di trazione e compressione.
La modellazione in fase elastica è idonea per le verifiche allo stato limite di esercizio.

### Fase plastica
La scarsa propensione del calcestruzzo a reagire a trazione, fa sì che il traliccio equivalente in campo elastico non corrisponda a quello determinato in fase fessurata vicino alla rottura.
Infatti in fase plastica (fase fessurata o fase II) si ha una ridistribuzione delle forze interne alla membratura che viene fortemente influenzata dall'attivazione delle armature.
Questo perché gli sforzi interni di trazione, non potendo essere più assorbiti dal calcestruzzo teso, vengono contrastati dalle barre d'armatura e pertanto il flusso di questi sforzi si localizza lungo i piani di giacitura delle armature stesse.
Questo comportamento del calcestruzzo armato fa sì che il flusso degli sforzi interni in fase II risulta sostanzialmente diverso rispetto a quello relativo alla fase I.
Per cui studiare la struttura in fase II con la teoria dell'elasticità lineare da risultati non realistici.
Tra i metodi utilizzati in campo plastico il più noto è il metodo dell'itinerario del carico (load path method) ideato da J. Schlaich e Schafer, della scuola di Stoccarda, e presentato a Taiwan nel 1996.
Per il riconoscimento del traliccio equivalente in campo plastico sono stati studiati altri metodi basati sul concetto della concentrazione dei campi tensionali partendo comunque da un'analisi elastica lineare:
- il metodo dell'abbattimento del modulo elastico;
- il metodo della concentrazione dei campi tensionali.

Un altro metodo rapido, quando applicabile, è stato proposto dalla scuola di Stoccarda e si basa sulla combinazione di tralicci caratteristici o elementari a funzionamento semplice (standard model) dotati di comprovata affidabilità.
Tale metodo di procedere si basa sull'osservazione che certi tipi di traliccio (o una combinazione di questi) si ripetono molto frequentemente anche in strutture tra loro apparentemente diverse.
La modellazione in fase plastica è idonea per la progettazione/verifica di strutture allo stato limite ultimo.

## Suggerimenti per la modellazione
Il CEB - FIP Model Code 1990 (cap. 7.3 p.to 3.2.2) fornisce alcuni suggerimenti per la modellazione dei tralicci equivalenti quali ad esempio:
- il modello di prima approssimazione deve essere il più semplice possibile con un numero limitato di aste. Solo dopo averne verificata la bontà, se necessario, si può procedere al perfezionamento dello stesso aggiungendo altre aste;
- le aste del traliccio vanno posizionate secondo le linee isostatiche ottenute da un'analisi elastico-lineare in modo da riprodurre il più fedelmente possibile il flusso degli sforzi in campo elastico. Nello specifico si consiglia questa fedeltà di orientamento per i puntoni che vanno a rappresentare l'andamento del flusso delle principali linee isostatiche, mentre questo adattamento è meno importante per i puntoni che rappresentano i campi di tensione meno intensi;
- in merito alla disposizione dei tiranti è conveniente disporli in modo da semplificare la distribuzione delle armature. Ovvero disporli in maniera il più possibile convenzionale possibile cioè parallelamente ai bordi dell'elemento strutturale analizzato (per le travi ad esempio longitudinalmente e trasversalmente-staffe). Sono da preferire barre dritte, o con poche piegature;
- gli angoli θ tra puntoni e tiranti devono essere ampi e almeno pari a 45°, quando possibile. Una eccezione a questa regola si ha quando un puntone diagonale incontra due tiranti tra loro ortogonali. In questi casi l'Eurocodice 2 fornisce una riduzione del 25% della resistenza di progetto del calcestruzzo in zona nodale rispetto a quella che si avrebbe in un nodo semplicemente compresso. Comunque bisogna evitare angoli θ inferiori a 30° per ridurre la fessurazione ed evitare che l'allungamento del tirante e l'accorciamento del puntone avvengano all'incirca nella stessa direzione;
- le forze concentrate - come i carichi puntuali, le reazioni vincolari e le forze di ancoraggio - si diffondono all'interno della membratura secondo un angolo δ = 32,5° nel rispetto della teoria dell'elasticità in un semispazio infinito;
- l'angolo δ è condizionato dalla forma e dalle condizioni al contorno della regione di discontinuità e pertanto può risultare in alcuni casi > di 32,5° ma non può essere superiore a 45°.

## Ottimizzazione del modello
Il risultato della modellazione tirante e puntone non è univoco e questo è considerato l'aspetto negativo di questo metodo di analisi strutturale.
Il primo motivo di questa non unicità si fonda sulle caratteristiche del calcestruzzo strutturale, il cui comportamento portante è influenzato in maniera fondamentale dalla presenza e della disposizione delle armature.
Il secondo motivo invece risiede nelle caratteristiche approssimate del metodo stesso.
Infatti all'interno di una zona di discontinuità soggetta a carichi attivi e reattivi è possibile individuare infiniti flussi di sforzo che garantiscono l'equilibrio.
Pertanto in uno stesso continuo in calcestruzzo armato, per un assegnato sistema esterno equilibrato di forze, si possono individuare infiniti modelli aste e puntoni in equilibrio con le forze applicate sul suo contorno e tali da soddisfare le condizioni di resistenza del materiale.
Si pone il problema di operare una scelta fra i tanti possibili modelli, tra tutti i flussi di carico equilibrati bisogna individuare quello che garantisce anche la congruenza del sistema. Per questo si utilizza il principio di minimo dell'energia di deformazione, ritenuto valido in campo elastico anche dopo la fessurazione del calcestruzzo.
I carichi scelgono, tra gli infiniti percorsi equilibrati, l'unico in cui le forze investono la minima energia di deformazione il quale pertanto risulta essere l'unico equilibrato e congruente.
Schlaich e Schafer hanno proposto un criterio di scelta basato sul concetto di minimo di energia di deformazione associato al modello che, nell'ipotesi di comportamento elastico delle aste in fase post fessurata, consiste nello scegliere quello a cui corrisponde il minimo dell'espressione:
- ∑(FiΔli) = ∑(Fi liεmi)= min[4]

dove:
- Fi è la forza presente nell'asta i-esima;
- li è la lunghezza dell'asta i-esima;
- Δli è l'allungamento dell'asta i-esima;
- εmi è la deformazione media dell'asta i-esima. Il valore di εmi nei tiranti è costante mentre nei puntoni lo è solo per quelli a sezione prismatica negli altri casi varia al variare della sezione trasversale

Nel caso di strutture in calcestruzzo, visto che le deformazioni dei puntoni di calcestruzzo sono trascurabili rispetto a quelle dei tiranti di acciaio, l'energia di deformazione associata ai primi può essere generalmente trascurata.
Ipotizzando inoltre che le aree dei tiranti risultino prossime a quelle di calcolo (Asi = Fi/fyd per i-esimo tirante), la deformazione è all'incirca uguale per tutti i tiranti ed è pari ad εyd .
Con tali ipotesi la suddetta relazione diventa:
- ∑(Fi liεyd)= εyd ∑(Fi li) = min → ∑(Fi li) = min

Pertanto il modello corrispondente alla condizione di minimo dell'energia di deformazione sarà quello che presenterà il minor numero di bielle tese e di minor lunghezza.
Per quanto sopra, si evince che la precisione dei risultati ottenuti da un modello tirante e puntone dipende principalmente dalla misura in cui il modello aderisce all'effettiva configurazione (grazie anche ad una adeguata organizzazione geometrica dei suoi elementi costituenti) della struttura analizzata.
A tal fine, generalmente, sono più efficaci tralicci ad alta iperstaticità interna, per i quali è possibile conseguire risultati soddisfacenti applicando il principio di sovrapposizione degli effetti, in modo da scomporre il traliccio complesso in più modelli semplici, tutti staticamente determinati.

## Verifiche di resistenza
Una volta identificata la geometria del modello STM e determinati gli sforzi agenti nelle aste è necessario eseguire le verifiche di resistenza delle bielle tese e compresse e dei nodi del traliccio.
Il collasso di un traliccio può avvenire:
- quando un numero sufficiente di tiranti si plasticizza permettendo la formazione di un meccanismo;
- quando avviene lo sfilamento di uno o più tiranti in corrispondenza di un nodo;
- quando un puntone raggiunge la crisi per schiacciamento del calcestruzzo;
- quando un nodo raggiunge la crisi per schiacciamento del calcestruzzo.

Un elemento strutturale è stato progettato correttamente, con un traliccio equivalente, quando raggiunge la crisi secondo la prima delle suddette modalità al fine di garantire una rottura duttile - gerarchia delle resistenze (D.M. 14.1.2008 (NTC) p.to 4.1.2.1.5)
Ne segue che la verifica dovrà essere condotta accertando che lo stato di sforzo negli elementi del traliccio, determinato dalla particolare condizione di carico, vincolo e geometria, risulti sempre inferiore allo sforzo massimo ritenuto accettabile. 

### Tiranti
La verifica degli elementi tesi non comporta particolari problemi, infatti deve risultare nel caso più generale di presenza di armatura lenta e da precompressione:
- T ≤ As fyd + Ap Δfp

dove:
- T = azione sul tirante;
- As = area dell'armatura lenta;
- Ap = area dell'armatura da precompressione;
- fyd = fyk/γs resistenza di progetto dell'armatura lenta con fyk = 450 N/mm2 (acciaio B450C) - tensione di snervamento caratteristica dell'acciaio e γs = 1,15;
- Δfp = tensione residua dell'acciaio da precompressione oltre la decompressione.

Nel caso di puntoni a collo di bottiglia è necessario prevedere un'armatura in grado di assorbire gli sforzi di trazione trasversali causati dalla presenza di sforzi di compressione non lineari.
Nel caso di sola armatura lenta, il progetto delle armature avviene nel seguente modo:
- Asmin ≥ T/ fyd

pertanto per armare adeguatamente il tirante è necessario adottare un'armatura:
- As > Asmin

Per ben simulare il comportamento del tirante, l'armatura di calcolo va disposta in modo tale da interessare tutta la zona del nodo dove il tirante confluisce.

### Puntoni
La verifica nei puntoni consiste nel verificare che la massima compressione del calcestruzzo sia inferiore alla resistenza di progetto.
La verifica nel calcestruzzo è soddisfatta se:
- C ≤ Acf cd'

dove:
- C è lo sforzo di compressione nel puntone;
- Ac è la sezione trasversale minima del puntone di calcestruzzo;
- f cd' è la resistenza plastica o resistenza efficace o resistenza limite del calcestruzzo.

Nel caso più generale in cui sia presente nel puntone di calcestruzzo anche un'armatura compressa, la relazione diventa:
- C ≤ Acf cd'+ As fyd

con:
- As = area dell'armatura compressa;
- fyd = fyk/γs resistenza di progetto dell'armatura;

La resistenza del calcestruzzo deve essere scelta in funzione dell'effettivo stato di sollecitazione che, in genere, è pluri-assiale.
In forma sintetica, la resistenza limite del calcestruzzo (fcd') può essere valutata modificando la resistenza cilindrica di progetto a compressione mono-assiale attraverso un fattore di efficienza β (effectiveness factor), che dipende dall'effettivo stato di sforzo:
- f cd' = β fcd

dove:
- fcd = 0,85 fck/γc = 0,85*0,83*Rck/γc con fck = resistenza cilindrica caratteristica a compressione e γc =1,5.

Il fattore di efficienza è fortemente influenzato dalla presenza di un campo di trazione trasversale ed in particolare dalla sua inclinazione.
In generale, il campo di trazione trasversale - la cui risultante è chiamata forza di fenditura (splitting force) - determina l'insorgere di fessure.
La presenza di fessure, interrompendo la compattezza di un puntone, determina una riduzione della resistenza del calcestruzzo che sarà più accentuata nel caso in cui le fessure non risultino parallele alla direzione della biella compressa.
In assenza di campi di tensione trasversali, o in presenza di campi di compressione trasversali, non essendoci il rischio di fessurazione il fattore di efficienza è pari a 1.

### Nodi
Per i nodi bisogna effettuare la verifica a schiacciamento del calcestruzzo oltre a verificare l'ancoraggio dei tiranti.
Per le aree nodali, è necessario prestare attenzione all'ancoraggio delle barre di armatura che, attivando i meccanismi di aderenza, determinano l'insorgere di trazioni trasversali che sono causa di fessurazione e pertanto una riduzione della resistenza a compressione del calcestruzzo.
Pertanto a seconda che il nodo sia di tipo CCC, CCT o CTT, cambiando lo stato di sollecitazione - che in genere è pluri-assiale -, il coefficiente di efficienza varia, maggiore nel caso di nodi CCC e minore negli altri casi.
Per descrivere le modalità di verifica in zona nodale è agevole far riferimento ad un nodo CCC.
I nodi compressi possono essere idrostatici o non idrostatici.
Si parla di nodi idrostatici quando questo è delimitato da facce ortogonali ai puntoni e le sezioni trasversali dei puntoni (Ai) sono proporzionali agli sforzi normali di compressione (Fi) portati da dette bielle compresse.
In questo caso tensioni normali (σi= Fi/Ai) nei puntoni sono uguali.
Nel caso di tre puntoni complanari, i punti d'intersezione di questi individuano una zona triangolare sulle quali facce agendo solo tensioni normali uguali - non ci sono tensioni tangenziali, il nodo risulta soggetto ad uno stato di sforzo bi-assiale idrostatico
Applicando la costruzione grafica con il cerchio di Mohr si verifica che questo degenera in un punto.
L'ideale è far sì che tutti i nodi risultino idrostatici, ma questo non è facile poiché la geometria del nodo dipende da vari fattori quali:
- la disposizione delle aste del traliccio;
- le dimensioni dei vincoli;
- le dimensioni delle aree su cui agiscono i carichi;
- la distribuzione e localizzazione delle armature;
- le dimensioni dell'area di ancoraggio.

Il nodo non è idrostatico in tutti gli altri casi (facce nodali non perpendicolari ai puntoni e tensioni di compressione nei puntoni diverse) in questo caso lo stato di sforzo bi-assiale del nodo può essere studiato convenientemente con il cerchio di Mohr.
Per questi nodi Schlaich raccomanda che il rapporto tra tensione massima e minima non sia superiore a 2.
La verifica a schiacciamento del calcestruzzo è soddisfatta quando le tensioni di compressione agenti sulle facce del nodo: 
- σi < f cd' = β fcd

### Coefficiente di efficienza
In letteratura sono presenti varie formule per il coefficiente di efficienza tra le quali:
- Schlaich e Schäfer (1991):

con la resistenza limite del calcestruzzo pari a:
f cd' = β 0,85 fcd
- per i puntoni:
- β = 1.0 - per stati di sforzo di compressione mono-assiali o indisturbati;
- β = 0.8 - per stati di sforzo di compressione mono-assiali con fessure parallele alla direzione del puntone;
- β = 0.6 per stati di sforzo di compressione con fessure inclinate rispetto alla direzione del puntone.
- per i nodi:

La verifica dell'area nodale avviene attraverso una procedura semplificata che si basa sul controllo dello stato tensionale medio presente sul contorno dell'area nodale. I coefficienti di efficienza risultano:
- β = 1.1 - per nodi determinati dall'incontro di soli puntoni che creano stati di sforzo bi o tridimensionali di compressione - nodi CCC;
- β = 0.8 - se nel nodo è previsto l'ancoraggio di barre di armatura - nodi CCT o CTT.
- CEB - FIP Model Code '90' :

con la resistenza limite del calcestruzzo pari a:
f cd' = β fcd
- per i puntoni:
- β = (1-fck/250) - per stati di sforzo di compressione mono-assiali o indisturbati;
- β = 0.6*(1-fck/250) - per stati di sforzo di compressione mono-assiali interessati da fessure
- per i nodi:
- β = (1-fck/250) - per nodi determinati dall'incontro di soli puntoni o se l'angolo formato da tirante e puntone principale è < 55° e le armature metalliche risultano opportunamente distribuite - nodi CCC
- β = 0.6*(1-fck/250) - se nel nodo è previsto l'ancoraggio di barre di armatura - nodi CCT e CTT

dove:
- fck è la resistenza caratteristica cilindrica del calcestruzzo.

con la resistenza limite del calcestruzzo pari a:
f cd' = β Φ fc
con
- fc = resistenza cilindrica a compressione
- Φ = fattore di resistenza paria a 0.60 per Canadian Concrete Cote e 0.70 per AASHTO
- per i puntoni:
- β = 0.6 - per stati di sforzo di compressione mono-assialiĜ o indisturbati;
- β = (0.8+170ε1)−1 per stati di sforzo di compressione con fessure variamente inclinate rispetto alla direzione del puntone con:
- ε1=εs+ (εs+0.002)cot2θs

dove:
- ε1 è la direzione principale di trazione in direzione normale all'asse del puntone;
- εs è la deformazione delle armature inclinate di θs rispetto al puntone
- per i nodi:
- β = 0.85 - per nodi determinati dall'incontro di solo puntoni che creano stati di sforzo bi o tridimensionali di compressione - nodi CCC;
- β = 0.75 - se nel nodo è previsto l'ancoraggio di barre di armatura in una direzione - nodi CCT
- β = 0.65 - se nel nodo è previsto l'ancoraggio di barre di armatura in più di una direzione - nodi CTT o TTT
- ACI 318-02 Appendix A:

con la resistenza limite del calcestruzzo pari a:
f cd' = β 0,85 fc
con fc = resistenza cilindrica a compressione
- per i puntoni:
- β = 1.0 - per puntoni prismatici in zona compressa non fessurata;
- β = 0.75 - per puntoni a collo di bottiglia in zona compressa fessurata;
- β = 0.60 - per puntoni a collo di bottiglia in zona compressa fessurata;
- β = 0.60 - in tutti gli altri casi;
- per i nodi:
- β = 1.0 - per nodi determinati dall'incontro di solo puntoni che creano stati di sforzo bi o tridimensionali di compressione - nodi CCC;
- β = 0.8 - se nel nodo è previsto l'ancoraggio di una barre di armatura - nodi CCT
- β = 0.6 - se nel nodo è previsto l'ancoraggio di più barre di armatura - nodi CCT

## STM nelle normative tecniche
Oggi lo STM, oltre che dalla normativa italiana (D.M. 14.01.2008 p.to 4.1.2.1.5), è stato recepito anche dalle più accreditate normative internazionali come:
- CEB - FIP Model Code 1990
- Eurocodice 2 (ultima versione)
- Canadian Code
- AASHTO LFRD Specification (1994)
- ACI 318/08 - Appendice A

In particolare secondo l'Eurocodice 2 i modelli tirante e puntone possono essere utilizzati per il progetto delle strutture allo stato limite ultimo (SLU); in questo caso il traliccio deve essere modellato considerando la membratura in fase fessurata (fase II) facendo uso ad esempio del metodo dell'itinerario del carico.
L'Eurocodice inoltre suggerisce di utilizzare modello tirante e puntone anche per alcune verifiche allo stato limite di esercizio (SLE); in questo caso il traliccio deve essere modellato considerando la membratura in fase non fessurata (Fase I) pertanto le aste devono essere posizionate nel rispetto delle isostatiche di compressione e trazione ricavate da una preventiva analisi elastica lineare.